# Квантунски полуостров
Тази статия е за полуострова Гуандун в североизточната част на Китай. За южнокитайската провинция вижте статията Гуандун.
Квантунският полуостров (Гуандун) (на традиционен китайски: 關東, на опростен китайски: 关东, на пинин: Guāndōng) е полуостров в Североизточен Китай, в провинция Ляонин, югозападно продължение на Ляодунския полуостров. Простира се от североизток на югозапад на протежение от 110 km и ширина от 8 до 45 km между заливите Ляодунски на северозапад и Корейски на югоизток. Площта му е в порядъка на 3500 km². Преобладава хълмистият релеф с отделни височини до 663 m. Бреговете му са силно разчленени и изобилстват от удобни заливи (Гуатсун, Далянван). В южния край на полуострова, на брега на Далянския залив е разположен големият град и пристанище Далян (в състава на града са включени бившите пристанища Дайрен и Порт Артур). В края на XX век – началото на XXI век се наблюдава стремителен ръст на Далян и другите градове на полуострова. През 1898 г. Квантунският полуостров е взет под наем от Руската империя, като образува с прилежащите острови Квантунската област. От названието на полуострова произлиза названието на Квантунската армия на Япония.